# Guilford (Missouri)
Guilford és una població dels Estats Units a l'estat de Missouri. Segons el cens del 2000 tenia 87 habitants.

## Demografia
Segons el cens del 2000, Guilford tenia 87 habitants, 34 habitatges, i 21 famílies. La densitat de població era de 419,9 habitants per km².
Dels 34 habitatges en un 35,3% hi vivien nens de menys de 18 anys, en un 50% hi vivien parelles casades, en un 8,8% dones solteres, i en un 35,3% no eren unitats familiars. En el 32,4% dels habitatges hi vivien persones soles el 23,5% de les quals corresponia a persones de 65 anys o més que vivien soles. El nombre mitjà de persones vivint en cada habitatge era de 2,56 i el nombre mitjà de persones que vivien en cada família era de 3,27.
Per edats la població es repartia de la següent manera: un 26,4% tenia menys de 18 anys, un 12,6% entre 18 i 24, un 31% entre 25 i 44, un 11,5% de 45 a 60 i un 18,4% 65 anys o més.
L'edat mediana era de 37 anys. Per cada 100 dones de 18 o més anys hi havia 88,2 homes.
La renda mediana per habitatge era de 20.625 $ i la renda mediana per família de 28.750 $. Els homes tenien una renda mediana de 25.750 $ mentre que les dones 19.500 $. La renda per capita de la població era de 9.391 $. Entorn del 25% de les famílies i el 28,6% de la població estaven per davall del llindar de pobresa.

## Poblacions més properes
El següent diagrama mostra les poblacions més properes.